# البحرين في الألعاب البارالمبية الصيفية 2000
مثل البحرين ثلاث رياضيين ذكور دورة الألعاب البارالمبية الصيفية 2000 في سيدني بأستراليا.